# 권오성의 가요시대
권오성의 가요시대는 TBN 경북교통방송(포항 FM 103.5, 울진 FM 103.7MHz)에서 평일 저녁 7시부터 7시 55분까지 방송되는 음악 프로그램이다.

## 프로그램 소개
- 음악의 A to Z, 음악에 대한 모든 것! 음악으로 가득 찬 저녁 시간! 음악 전문 DJ가 진행하는 정통 DJ 프로그램! 일상에서 지친 청취자들을 시대를 넘나드는 다양한 가요의 세계로 초대해 일상을 위로한다!

## 코너소개

### 월요일
- 요즘 트렌드, 요즘 이 노래 : 우리 음악 역사의 바로 그 순간! 그 노래! 대중음악사의 명장면과 비하인드 스토리와 노래를 들려 드립니다!

### 화요일
- 요즘 트렌드, 요즘 이 노래 : 우리 음악 역사의 바로 그 순간! 그 노래! 대중음악사의 명장면과 비하인드 스토리와 노래를 들려 드립니다!

### 수요일
- 요즘 트렌드, 요즘 이 노래 : 우리 음악 역사의 바로 그 순간! 그 노래! 대중음악사의 명장면과 비하인드 스토리와 노래를 들려 드립니다!

### 목요일
- B면 첫 번째 : 혼자 알기 아까운 이 노래! 숨은 명곡을 청취자와 함께 들어본다

### 금요일
- 시네마 스코어 : 귀로 감상하는 시네마! 우리가 알지 못한 영화음악의 비하인드와 영화 스코어!